# Nations Cup de 1996
Nations Cup de 1996 foi a décima edição da competição, um evento anual de patinação artística no gelo organizado pela Deutsche Eislauf-Union, e que fez parte do Champions Series de 1996–97. A competição foi disputada entre os dias 21 de novembro e 23 de novembro, na cidade de Gelsenkirchen, Alemanha.

## Eventos
- Individual masculino
- Individual feminino
- Duplas
- Dança no gelo

## Medalhistas
| Evento                        | Ouro                                         | Prata                                     | Bronze                                     |
| Individual masculino detalhes | Alexei Urmanov · Rússia                      | Dmitri Dmitrenko · Ucrânia                | Alexei Yagudin · Rússia                    |
| Individual feminino detalhes  | Irina Slutskaya · Rússia                     | Tara Lipinski · Estados Unidos            | Vanessa Gusmeroli · França                 |
| Duplas detalhes               | Mandy Wötzel · Ingo Steuer · Alemanha        | Marina Eltsova · Andrei Bushkov · Rússia  | Kyoko Ina · Jason Dungjen · Estados Unidos |
| Dança no gelo detalhes        | Anjelika Krylova · Oleg Ovsyannikov · Rússia | Shae-Lynn Bourne · Viktor Kraatz · Canadá | Sophie Moniotte · Pascal Lavanchy · França |

## Resultados

### Individual masculino
| Pos.              | Nome              | Nacionalidade  | Pontos | PC | PL |
| ----------------- | ----------------- | -------------- | ------ | -- | -- |
| Medalha de ouro   | Alexei Urmanov    | Rússia         | 1.5    | 1  | 1  |
| Medalha de prata  | Dmitri Dmitrenko  | Ucrânia        | 3.5    | 3  | 2  |
| Medalha de bronze | Alexei Yagudin    | Rússia         | 4.0    | 2  | 3  |
| 4                 | Daniel Hollander  | Estados Unidos | 7.0    | 6  | 4  |
| 5                 | Szabolcs Vidrai   | Hungria        | 7.0    | 4  | 5  |
| 6                 | Jayson Dénommée   | Canadá         | 7.5    | 5  | 6  |
| 7                 | Andrejs Vlascenko | Alemanha       | 11.0   | 8  | 7  |
| 8                 | Michael Shmerkin  | Israel         | 11.5   | 7  | 8  |
| 9                 | Jens ter Laak     | Alemanha       | 14.5   | 11 | 9  |
| 10                | Makoto Okazaki    | Japão          | 15.0   | 10 | 10 |
| 11                | Francis Gastellu  | França         | 15.5   | 9  | 11 |

### Individual feminino
| Pos.              | Nome               | Nacionalidade    | Pontos | PC | PL |
| ----------------- | ------------------ | ---------------- | ------ | -- | -- |
| Medalha de ouro   | Irina Slutskaya    | Rússia           | 1.5    | 1  | 1  |
| Medalha de prata  | Tara Lipinski      | Estados Unidos   | 3.0    | 2  | 2  |
| Medalha de bronze | Vanessa Gusmeroli  | França           | 5.5    | 5  | 3  |
| 4                 | Olga Markova       | Rússia           | 5.5    | 3  | 4  |
| 5                 | Julia Vorobieva    | Azerbaijão       | 7.5    | 7  | 5  |
| 6                 | Elena Liashenko    | Ucrânia          | 9.0    | 6  | 6  |
| 7                 | Mojca Kopač        | Eslovênia        | 9.0    | 4  | 7  |
| 8                 | Andrea Diewald     | Alemanha         | 13.5   | 11 | 8  |
| 9                 | Susan Humphreys    | Canadá           | 14.0   | 10 | 9  |
| 10                | Lenka Kulovaná     | República Tcheca | 14.5   | 9  | 10 |
| 11                | Hiromi Sano        | Japão            | 17.0   | 12 | 11 |
| WD                | Astrid Hochstetter | Alemanha         | —      | 8  | WD |

### Duplas
| Pos.              | Nome                                   | Nacionalidade  | Pontos | PC | PL |
| ----------------- | -------------------------------------- | -------------- | ------ | -- | -- |
| Medalha de ouro   | Mandy Wötzel / Ingo Steuer             | Alemanha       | 3.0    | 4  | 1  |
| Medalha de prata  | Marina Eltsova / Andrei Bushkov        | Rússia         | 3.5    | 3  | 2  |
| Medalha de bronze | Kyoko Ina / Jason Dungjen              | Estados Unidos | 3.5    | 1  | 3  |
| 4                 | Kristy Sargeant / Kris Wirtz           | Canadá         | 5.0    | 2  | 4  |
| 5                 | Lesley Rogers / Michael Aldred         | Reino Unido    | 7.5    | 5  | 5  |
| 6                 | Dorota Zagórska / Mariusz Siudek       | Polônia        | 10.0   | 8  | 6  |
| 7                 | Lilia Mashkovskaya / Viacheslav Chiliy | Ucrânia        | 11.5   | 9  | 7  |
| 8                 | Sophie Guestault / Francois Guestault  | França         | 11.5   | 7  | 8  |
| WD                | Silvia Dmitrov / Rico Rex              | Alemanha       | —      | 6  | WD |

### Dança no gelo
| Pos.              | Nome                                      | Nacionalidade  | Pontos | DC | DO | DL |
| ----------------- | ----------------------------------------- | -------------- | ------ | -- | -- | -- |
| Medalha de ouro   | Anjelika Krylova / Oleg Ovsiannikov       | Rússia         | 2.0    | 1  | 1  | 1  |
| Medalha de prata  | Shae-Lynn Bourne / Victor Kraatz          | Canadá         | 3.4    | 3  | 2  | 2  |
| Medalha de bronze | Sophie Moniotte / Pascal Lavanchy         | França         | 5.6    | 2  | 3  | 3  |
| 4                 | Irina Lobacheva / Ilia Averbukh           | Rússia         | 8.0    | 4  | 4  | 4  |
| 5                 | Margarita Drobiazko / Povilas Vanagas     | Lituânia       | 10.0   | 5  | 5  | 5  |
| 6                 | Elizaveta Stekolnikova / Dmitri Kazarlyga | Cazaquistão    | 12.0   | 6  | 6  | 6  |
| 7                 | Kati Winkler / René Lohse                 | Alemanha       | 14.0   | 7  | 7  | 7  |
| 8                 | Marika Humphreys / Philip Askew           | Reino Unido    | 16.0   | 8  | 8  | 8  |
| 9                 | Eve Chalom / Mathew Gates                 | Estados Unidos | 18.4   | 10 | 9  | 9  |
| 10                | Elena Grushina / Ruslan Goncharov         | Ucrânia        | 19.6   | 9  | 10 | 10 |
| 11                | Melissa Möhler / Michael Osthoff          | Alemanha       | 22.0   | 11 | 11 | 11 |
| 12                | Aya Kawai / Hiroshi Tanaka                | Japão          | 24.0   | 12 | 12 | 12 |

## Quadro de medalhas
| Ordem | País           | Medalha de ouro | Medalha de prata | Medalha de bronze |    | Ordem por total |
| ----- | -------------- | --------------- | ---------------- | ----------------- | -- | --------------- |
| 1     | Rússia         | 3               | 1                | 1                 | 5  | 1               |
| 2     | Alemanha       | 1               |                  |                   | 1  | 4               |
| 3     | Estados Unidos |                 | 1                | 1                 | 2  | 2               |
| 4     | Canadá         |                 | 1                |                   | 1  | 4               |
| 4     | Ucrânia        |                 | 1                |                   | 1  | 4               |
| 6     | França         |                 |                  | 2                 | 2  | 2               |
| TOTAL | TOTAL          | 4               | 4                | 4                 | 12 | —               |